# فاطمة القادري
فاطمة القادري
(من مواليد يوليو 1981) هي ملحنة وفنانة مفاهيمية مولودة في السنغال، ومقرها في برلين، ألمانيا. وهي مهتمة باستكشاف تجربة الحرب والذاكرة والمفاهيم الغربية للثقافات الأخرى والهوية الاجتماعية والثقافية من خلال عملها. وهي عضو في مجموعة المستقبل براون.

## السيرة الشخصية
فاطمة القادري هي ابنة محمد القادري، وهو دبلوماسي وكاتب كويتي سابق، وثريا الباقسامي الفنانة والكاتبة المعروفة دوليا. ولدت فاطمة في داكار، السنغال، في سبتمبر 1981، حيث كان والدها يعمل كدبلوماسي في ذلك الوقت. عادت إلى الكويت مع عائلتها في سن الثانية، وفي السابعة عشرة من عمرها، تخرجت القادري من المدرسة الثانوية في الكويت وذهبت لمتابعة التعليم الجامعي في الولايات المتحدة.  في منحة دراسية من وزارة التعليم العالي في الكويت، حضرت القادري باختصار العديد من الكليات - جامعة ولاية بنسلفانيا، وجامعة جورج واشنطن، وجامعة ميامي - قبل أن تنتقل إلى جامعة نيويورك وتحصل على درجة البكالوريوس في علم اللغة في سن الثانية والعشرين.  بعد الجامعة، ذهبت إلى مدن مختلفة في الولايات المتحدة قبل أن تعود في عام 2007. 

## المهنة
في أكتوبر 2010، أنتجت القادري «مسلمة الغيبوبة»، وهي مزيج صغير من مجلة ديس تحت اسم مستعار (آيشاي)، الذي جذب انتباهها. كما بدأت مدونتها العالمية.(واف) على مجلة DIS في وقت سابق من ذلك العام.
```
في عام 2011، حصلت القادري والفنان الكويتي خالد الغربللي على منحة من الصندوق العربي للثقافة 
والفنون
 من أجل إنتاج فيديو وتركيبات نحتية بعنوان «منديل أم أحمد (NxIxSxM)» في معرض الفن المعاصر (كاب) الكويت في عام 2012.
[
5
]
```

من 2011 - 2012، أصدرت القادري عدة أحزاب أوروبية على الملصقات «تتلاشى إلى الذهن» و «انو» و «ثلاثي الزاوية» (تحت اسم). [7آيشاي]
في مارس 2013، أصبحت القادري عضوًا في فريق العمل الفني الجماعي (9) (الآن 8) للفنون الجماعية في دول مجلس التعاون الخليجي، والذي تم عرض أعماله في موما PS1، متحف فرايديدكيانيوم، مؤسسة الشارقة للفنون ومتحف ويتني للفن الأمريكي.
صدر ألبومبها الأول آسياتيش بواسطة. «هيبيردوب»
وهي أيضاً جزء من مجموعة «المستقبل براون»، وتعاونت مع أسماء ماروف ودانيال بينيدا من نجوزونغوزو وجي- كوش من ليتر سيتي تراكس. تم إصدار الألبوم الذي يحمل عنوانًا ذاتيًا في وارب ريكوردز عام 2015.

## الفن
اعتبارًا من مايو 2017، تنتج فاطمة القادري موسيقاها من خلال إعداد وحدة التحكم (MIDI) المكونة من 88 مفتاحًا، وشاشات الأستوديو، والميكروفون، ومحطات العمل الصوتية الرقمية (Logic Pro 9)، وهو البرنامج الذي استخدمته منذ عام 2001.

## الأعمال المنشورة
- محما كان أثهمان (مع خالد الغربل، صوفيا الماريا وباباك رادبوي) الذي نشرته مجلة بيدون، العدد 20، نيويورك، 2010.[11]
- باتي (مع لورين بويل) التي نشرتها كومون سبيس، نيويورك، 2011.[12]

## أعمالها الفنية

### ألبومات
- الغاشمة (2016) «هيبيردوب»
- «أسياتيش» (2014) «هيبيردوب»

### إبس
- «شانيرا» (2017)
- ضربة الصحراء (2012) التلاشى إلى الذهن
- جى إس إكس ريميكسس" (2012) "أونو"
- تحذير-«يو» (2011) ثلاثي زاوية.

## روابط خارجية
- فاطمة القديري على موقع IMDb (الإنجليزية)
- فاطمة القديري على موقع ميوزك برينز (الإنجليزية)
- فاطمة القديري على موقع ديسكوغز (الإنجليزية)

- موقع thefader